# Ernest Langlois
Ernest Langlois (* 4. September 1857 in Heippes, Département Meuse; † 15. Juli 1924 in Lille) war ein französischer Romanist und Mediävist.

## Leben und Werk
Langlois absolvierte von 1879 bis 1883 die École des Chartes und schloss ab mit der Arbeit (Hrsg.) Le Couronnement de Louis. Chanson de geste (Paris 1888, 1920, 1984; neufranzösisch, Paris 1969). Von 1883 bis 1888 studierte er an der École française de Rome. 1890 habilitierte er sich mit den beiden Thèses Origines et sources du Roman de la Rose (1891, 1973, 2011) und De Artibus rhetoricae rhythmicae sive de Artibus poeticis in Francia ante litterarum renovationem editis : quibus versificationis nostrae leges explicantur (Paris 1890, 1973). Ab 1888 lehrte er an der Universität Lille, ab 1893 als Professor, 1900 auch als Dekan. 1922 wurde er Korrespondierendes Mitglied der Académie des inscriptions et belles-lettres.

## Weitere Werke
- (Hrsg.) Les registres de Nicolas IV. Recueil des bulles de ce pape, Paris 1886–1893
- Notices des manuscrits français et provençaux de Rome antérieurs au XVIe siècle, Paris 1889, 1974
- (Hrsg.) Le Jeu de Robin et Marion, par Adam le Bossu, trouvère artésien du XIIIe siècle, Paris 1896, 1923, 1924, 1958, 2008
- (Hrsg.) Les Sources vives. Poésies, Paris 1896
- (Hrsg. mit Gaston Paris) Chrestomathie du moyen âge, Paris 1897, bis 1952
- (Hrsg.) Recueil d'arts de seconde rhétorique, Paris 1902, 1974
- Table des noms propres de toute nature compris dans les chansons de geste imprimées, Paris 1904, 1974
- (Hrsg.) Impressions d'automne. Poésies, précédées d'une nouvelle édition des "Sources vives", Paris 1905
- (Hrsg.) Nouvelles françaises inédites du quinzième siècle, Paris 1908, 1975
- Les manuscrits du Roman de la Rose. Description et classement, Lille/Paris 1910
- (Hrsg.) Adam le Bossu, trouvère artésien du XIIIe siècle, Le jeu de la feuillée, Paris 1911, 1923, 1951, 2008
- (Hrsg.) Guillaume de Lorris et Jean de Meung, Le roman de la rose, 5 Bde., Paris 1914–1924 (Rosenroman)